# Sarayoot Chaikamdee
Sarayoot Chaikamdee (tiếng Thái: ศรายุทธ ชัยคำดี, phát âm là Sả-ra-yút Chây-khâm-đi, sinh 24 tháng 9 năm 1981) là một cựu cầu thủ bóng đá người Thái Lan. Anh từng thi đấu ở nước ngoài khi khoác áo Pisico Bình Định ở V-League của Việt Nam. Sarayoot chơi ở vị trí tiền đạo và có biệt danh là "Joe năm dặm" do khả năng ghi bàn của anh.
Tại Vòng loại Giải vô địch bóng đá thế giới 2010 khu vục châu Á Sarayoot từng lập thành tích ghi 8 bàn qua 9 trận đấu, tuy nhiên thành tích này dừng ở đây do Thái Lan dừng bước ở vòng ba.

## Thành tích ghi bàn
- World Cup 2010 (vòng loại) - 8 bàn trong 9 trận
- SEA Games - 9 bàn trong 4 trận
- Giải vô địch bóng đá Đông Nam Á (Tiger Cup) (2004, 2007) - 8 bàn trong 10 trận